# 桜の栞
「桜の栞」（さくらのしおり）は、日本の女性アイドルグループ・AKB48の楽曲。楽曲は秋元康により作詞、上杉洋史により作曲されている。2010年2月17日にAKB48のメジャー15作目のシングルとしてキングレコードから発売された。楽曲のセンターポジションは高橋みなみと前田敦子が務めた。

## 背景とリリース
楽曲は合唱曲の体裁をなしている。AKB48のシングル曲で、上杉洋史による作曲は「Baby! Baby! Baby!」以来となった。また、自身も1981年にウイーン青少年音楽祭という合唱の国際コンクールに日本代表として出場し、6位入賞・特別賞受賞という経歴を持ち、スターダストレビューやRAG FAIRのコーラスアレンジでも知られるKENSOの光田健一をアレンジャーに迎えたことが合唱曲としての本楽曲の成功に大きく貢献している。初選抜はなし。秋元才加、河西智美、小野恵令奈、峯岸みなみが選抜落ち。
楽曲のシングル盤は2種類の通常盤「Type-A」と「Type-B」、および劇場盤の計3種類がリリースされた。それぞれで収録曲が異なっており、通常盤の2種はDVDが付属している。特典として、通常盤の2種（初回プレスのみ）には全国握手会参加券（東京2回・名古屋・大阪・福岡・札幌・広島・仙台）、劇場盤には個別写真会参加券（東京ビッグサイト）および各種メンバー生写真1枚（ランダム）が封入されている。
DVDの隠しトラックとして「遠距離ポスター」と「Choose me!」の別バージョンMVが収録されている。
キャッチコピーは、「いつまでも・・・・」。
楽曲のミュージック・ビデオは、岩井俊二が監督を務めている。「大声ダイヤモンド」以来の全員参加であり、冒頭部分にAKB48劇場スタッフやマネージャーが映り込んでいる。途中には「○○○48」のテロップが出るが、これはロケ地である。終盤には前作の表題曲「RIVER」をフロントメンバーが踊る模様が収録されている。衣装である袴は全員違うものを着用しており、板野は黒髪のかつらを使用している。
合唱曲ということもあり2011年、一部の音楽教科書に指定された。歌詞の内容から卒業式で歌われる曲にもなっている。
2010年1月7日、表題曲の「桜の栞」は日本テレビ『AKBINGO!』のスタジオライブにてテレビ初披露。2010年2月19日放送の『ミュージックステーション』でも披露された。

## アートワーク
| Type-A | 前田敦子                         |
| Type-B | 高橋みなみ、前田敦子、松井珠理奈 |
| 劇場盤 | 板野友美、小嶋陽菜、宮澤佐江     |

## チャート成績
『桜の栞』のシングルCDは、発売前日の2010年2月16日付オリコンデイリーチャートで推定売上枚数22万9528枚を記録。これは発売当時、嵐『明日の記憶／Crazy Moon〜キミ・ハ・ムテキ〜』の発売前日付に次ぐ2番目に多い枚数だった。
グループ初となるオリコンデイリーシングルチャート1位を発売週1週間独占。前作『RIVER』に続き、グループ初となる2作品連続でオリコン週間シングルチャート1位を記録。女性アーティストの初動売上30万枚突破記録を7年ぶりに記録した。また、女性グループとしての初動売上ではモーニング娘。の『Mr.Moonlight 〜愛のビッグバンド〜』（2001年10月31日発売、初動30万9000枚）以来。前作『RIVER』に続いて初動売上のみで自身の過去の全シングルの累積売上を抜き、グループ最高の売上枚数（当時）を記録。

## メディアでの使用
楽曲は以下のメディアで使用された。
- テレビ東京系ドラマ24『マジすか学園』主題歌
- AOKI『AOKI×AKB48』「フレッシャーズ48コーデ 新生活篇・初めてのスーツ篇」CMソング
- レコチョク「レコチョクの部屋 AKB48篇」CMソング
- テレビ東京系『週刊AKB』エンディングテーマ
- CS『AKB48 ネ申テレビスペシャル「冬の国から2010」』オープニングテーマ
- 仙台放送『あらあらかしこ』2月度エンディングテーマ

## シングル収録トラック

### 通常盤Type-A
| #  | タイトル                                    | 作詞   | 作曲         | 編曲           | 時間 |
| -- | ------------------------------------------- | ------ | ------------ | -------------- | ---- |
| 1. | 「桜の栞」                                  | 秋元康 | 上杉洋史     | 光田健一       | 4:01 |
| 2. | 「マジスカロックンロール」                  | 秋元康 | Candy&Megane | 野中“まさ”雄一 | 3:39 |
| 3. | 「遠距離ポスター」(チームPB)                | 秋元康 | 小川コータ   | 野中“まさ”雄一 | 3:21 |
| 4. | 「桜の栞 (off vocal ver.)」                 |        |              |                | 4:00 |
| 5. | 「マジスカロックンロール (off vocal ver.)」 |        |              |                | 3:39 |

| #  | タイトル                                       | 作詞 | 作曲・編曲 | 監督     |
| -- | ---------------------------------------------- | ---- | ---------- | -------- |
| 1. | 「桜の栞」                                     |      |            | 岩井俊二 |
| 2. | 「マジスカロックンロール」                     |      |            | 佐藤太   |
| 3. | 「遠距離ポスター」                             |      |            | 斎藤竜也 |
| 4. | 「特典映像」(永久保存版「卒業おめでとう」映像) |      |            |          |

### 通常盤Type-B
| #  | タイトル                                    | 作詞   | 作曲         | 編曲           | 時間 |
| -- | ------------------------------------------- | ------ | ------------ | -------------- | ---- |
| 1. | 「桜の栞」                                  | 秋元康 | 上杉洋史     | 光田健一       | 4:01 |
| 2. | 「マジスカロックンロール」                  | 秋元康 | Candy&Megane | 野中“まさ”雄一 | 3:40 |
| 3. | 「Choose me!」(チームYJ)                    | 秋元康 | 山元祐介     | 市川裕一       | 4:04 |
| 4. | 「桜の栞 (off vocal ver.)」                 |        |              |                | 4:00 |
| 5. | 「マジスカロックンロール (off vocal ver.)」 |        |              |                | 3:39 |

| #  | タイトル                                           | 作詞 | 作曲・編曲 | 監督     |
| -- | -------------------------------------------------- | ---- | ---------- | -------- |
| 1. | 「桜の栞」                                         |      |            | 岩井俊二 |
| 2. | 「マジスカロックンロール」                         |      |            | 佐藤太   |
| 3. | 「Choose me!」                                     |      |            | 丸山健志 |
| 4. | 「特典映像」(永久保存版「ほんとは好きでした」映像) |      |            |          |

### 劇場盤
| #  | タイトル                     | 作詞   | 作曲         | 編曲           |
| -- | ---------------------------- | ------ | ------------ | -------------- |
| 1. | 「桜の栞」                   | 秋元康 | 上杉洋史     | 光田健一       |
| 2. | 「マジスカロックンロール」   | 秋元康 | Candy&Megane | 野中“まさ”雄一 |
| 3. | 「遠距離ポスター」(チームPB) | 秋元康 | 小川コータ   | 野中“まさ”雄一 |
| 4. | 「Choose me!」(チームYJ)     | 秋元康 | 山元祐介     | 市川裕一       |

## 選抜メンバー
- 板野友美
- 大島優子
- 柏木由紀
- 北原里英
- 小嶋陽菜
- 篠田麻里子
- 高橋みなみ
- 前田敦子
- 松井珠理奈 [注釈 6]
- 宮崎美穂
- 宮澤佐江
- 渡辺麻友

選抜メンバーは上記12人だが、歌唱自体は2009年8月に行われた「組閣」後正規メンバー48人にSKE48の松井珠理奈、松井玲奈を加えた50人によりなされている。

## 収録アルバム
- 神曲たち
- 0と1の間